# Тарасов Герман Федорович
Тара́сов Ге́рман Фе́дорович (16 березня 1906 — 19 жовтня 1944, Кишуйсаллаш, Угорщина) — радянський воєначальник, учасник Другої Світової війни, генерал-майор (1941).

## З життєпису
У Червоній Армії з 1925 року. З 1927 року у прикордонних військах. У 1937 році закінчив Військову академію імені Фрунзе.
У ході війни командир стрілецької дивізії, потім командувач оперативної групи військ 39-ї армії (1941), командир 249-ї сд на Північно-Західному і Калінінському фронті (із січня 1942), командувач 41-ї (із травня 1942), 70-ї (грудень 1942 — квітень 1943) і 53-ї (грудень 1943 — січень 1944) армій, заступник командувача 53-ї армії (із січня 1944).
Загинув 19 жовтня 1944 року під час звільнення угорського міста Кишуйсаллаш.
Нагороджений орденами Леніна, Червоного Прапора, Богдана Хмельницького 1-го ступеня, Вітчизняної війни 1-го ступеня, 2 орденами Червоної Зірки.